# درگیری اسرائیل و اعراب
درگیری اسرائیل و اعراب یک پدیده منطقه‌ای مداوم است که شامل تنش‌های سیاسی، درگیری‌های نظامی و دیگر مناقشات بین جهان عرب و اسرائیل است که در طول قرن بیستم تشدید شد، اما در اوایل قرن بیست و یکم عمدتاً از بین رفت. ریشه‌های درگیری اعراب و اسرائیل به حمایت کشورهای عضو اتحادیه عرب از مردم فلسطینی، یکی از اعضای اتحادیه، در درگیری فلسطین و اسرائیل نسبت داده شده است. این به نوبه خود به ظهور همزمان صهیونیسم و ملی‌گرایی عربی در اواخر قرن نوزدهم منجر شد، هرچند که این دو جنبش ملی تا دهه ۱۹۲۰ با هم برخورد نکرده بودند.

## جنگ استقلال (۱۹۴۸)
در سال ۱۹۴۸، قیمومت بریتانیا بر فلسطین در روز ۱۴ مه پایان یافت و در همان روز کشور اسرائیل رسماً اعلام موجودیت کرد. درست فردای آن روز، ارتش‌های کشورهای عربی و گروه زیادی از چریک‌های داوطلب عرب به محدودهٔ کشور تازه‌تأسیس اسرائیل از چند جبهه حمله بردند و جنگ استقلال اسرائیل از ماه مه ۱۹۴۸ تا ژوئیهٔ ۱۹۴۹ به طول انجامید که نهایتاً به شکست عرب‌ها منتهی شد.

## بحران سوئز (۱۹۵۶)
پس از روی کار آمدن جمال عبدالناصر و اعلام ملی شدن کانال سوئز و بستن آن توسط دولت مصر در سال ۱۹۵۶ میلادی، کشور اسرائیل که مدعی بود حق عبور بی‌ضررش به آبهای آزاد خدشه دار شده، برای باز گشایی کانال سوئز اقدام نمود.
مجمع عمومی سازمان ملل، این تهاجم یک‌جانبه به مصر را محکوم کرد و خواهان آتش‌بس فوری شد، اگر چه انگلیس و فرانسه آن را وتو کردند اما نهایتاً کانال سوئز برای مصر ملی اعلام شد.

## جنگ شش‌روزه (۱۹۶۷)
در سال ۱۹۶۷ میلادی ارتش اسرائیل در پی تحریکات کشورهای عربی، طی ۶ روز صحرای سینا، کرانه باختری رود اردن، نوار غزه، بلندی‌های جولان (بلندی‌های گولان) و شهر قنیطره را به اشغال درآورد و بر تمام اورشلیم مسلط گردید. در پایان، اراضی تحت ادارهٔ اسرائیل به بیش از ۳ برابر افزایش پیدا کرد.
با این جنگ حدود ۱ میلیون نفر  دیگر از عرب‌های سرزمین‌های اشغال‌شده توسط اسرائیل آواره شدند و کشور اسرائیل با تسلط بر بلندی‌های جولان سوریه به ۵۵ کیلومتری دمشق نزدیک شد.
قطعنامه ۲۴۲ شورای امنیت در پایان جنگ، اسرائیل را ملزم به تخلیهٔ آن مناطق کرد، اما این قطعنامه تاکنون به مرحلهٔ اجرا درنیامده است.

## جنگ یوم کیپور (۱۹۷۳)
کشورهای عربی در یک عملیات غافلگیرانه در سال ۱۹۷۳ اقدام به حمله به استحکامات خط بارلو واقع در شرق کانال سوئز و بلندی‌های جولان کردند. در هنگام انعقاد قرارداد آتش‌بس، نیروهای مصری قسمت‌های شمالی ساحل شرقی کانال سوئز را به کنترل خود درآورده بودند اما ارتش اسرائیل از کانال سوئز گذشته و در خاک مصر در غرب کانال سوئز پیشروی کرده بود. در جبههٔ سوریه هم قسمت‌های دیگری از ارتفاعات جولان، به تصرف اسرائیل درآمد.

## جنگ ۳۳ روزه (۲۰۰۶)
جنگ اسرائیل و لبنان، در ایران معروف به جنگ ۳۳ روزه، در لبنان معروف به جنگ ژوئیه و در اسرائیل معروف به جنگ دوم لبنان، نام مجموعه درگیری‌هایی است که از تاریخ ۱۲ ژوئیهٔ سال ۲۰۰۶ بین نیروهای دفاعی اسرائیل و حزب‌الله لبنان به وقوع پیوست و دامنهٔ آن، شمال اسرائیل و سراسر لبنان را دربرگرفت و با قطعنامه ۱۷۰۱ شورای امنیت در تاریخ ۱۴ اوت ۲۰۰۶ پایان یافت، به‌طوری که مرزی در این جنگ تغییر نکرد، و دربارهٔ پیروزی در این جنگ هم اختلاف‌نظرهایی به‌وجود آمد. هرکدام از طرفین درگیری، خود را پیروز می‌خواند یا دیگری را شکست خورده معرفی می‌کرد.

## موضع‌گیری‌های دیپلماتیک

روابط دیپلماتیک با دو دولت اسرائیل و فلسطین

## جنگ‌های مهم
| تاریخ     | نام                                           | کشته‌ها                                                    | نتیجه |
| --------- | --------------------------------------------- | --------------------------------------------------------- | --- |
| ۱۹۴۸–۱۹۴۹ | جنگ ۱۹۴۸ اعراب و اسرائیل                      | ۶۳۷۳ اسرائیلی ۱۰۰۰۰ عرب                                   | پیروزی اسرائیل، استقلال تأیید شد. |
| ۱۹۵۱–۱۹۵۵ | شورش فدائیان فلسطینی                          | ۹۶۷ اسرائیلی ۵۰۰۰ فلسطینی                                 | پیروزی اسرائیل |
| ۱۹۵۶      | بحران سوئز                                    | ۲۳۱ اسرائیلی ۳۰۰۰ مصری                                    | پیروزی نظامی اسرائیل، پیروزی سیاسی مصر اسرائیل شبه جزیره سینا را تا مارس ۱۹۵۷ اشغال کرد                                                                |
| ۱۹۶۷      | جنگ شش‌روزه                                    | ۷۷۶ اسرائیلی ۱۸۳۰۰ عرب                                    | پیروزی اسرائیل اسرائیل نوار غزه و شبه‌جزیره سینا از مصر، کرانه باختری از اردن و بلندی‌های جولان از سوریه را تصرف و اشغال می‌کند.                          |
| ۱۹۶۷–۱۹۷۰ | جنگ فرسایش‌زا                                  | ۱۴۲۴ اسرائیلی ۵۰۰۰ مصری                                   | هر دو طرف مدعی پیروزی و تداوم کنترل اسرائیل بر سینا هستند.                                                                                             |
| ۱۹۷۱–۱۹۸۲ | مقاومت فلسطین در جنوب لبنان                   |                                                           | پیروزی اسرائیل |
| ۱۹۷۳      | جنگ یوم کیپور                                 | ۲۶۸۸ اسرائیلی ۱۹۰۰۰ عرب                                   | پیروزی اسرائیل، حملات اعراب دفع شد پیمان کمپ دیوید و سپس پیمان صلح اسرائیل و مصر؛ اسرائیل شبه‌جزیره سینا را در ازای به رسمیت شناختن متقابل بازمی‌گرداند. |
| ۱۹۷۸      | درگیری ۱۹۷۸ جنوب لبنان                        |                                                           | پیروزی اسرائیل، اخراج ساف از جنوب لبنان |
| ۱۹۸۲      | جنگ ۱۹۸۲ لبنان                                | ۱۲۱۶ اسرائیلی ۲۰۸۲۵ عرب                                   | پیروزی تاکتیکی اسرائیل و شکست استراتژیک برتری سیاسی سوریه اخراج ساف از لبنان                                                                           |
| ۱۹۸۵–۲۰۰۰ | درگیری جنوب لبنان (۱۹۸۵–۲۰۰۰)                 | ۵۵۹ اسرائیلی ۶۲۱ سرباز ارتش جنوب لبنان ۱۲۷۶ سرباز حزب‌الله | پیروزی حزب‌الله خروج اسرائیل از جنوب لبنان |
| ۱۹۸۷–۱۹۹۳ | انتفاضه اول                                   | ۲۰۰ اسرائیلی ۱۱۶۲ فلسطینی                                 | پیروزی اسرائیل، قیام سرکوب شد. |
| ۱۹۹۱      | حملات موشکی عراق به اسرائیل (۱۹۹۱)            | حداقل ۱۳ اسرائیلی                                         | شکست استراتژیک عراق؛ عراق در برانگیختن اسرائیل به انتقام‌گیری ناکام ماند.                                                                               |
| ۲۰۰۰–۲۰۰۴ | انتفاضه دوم                                   | ۱۱۰۰ اسرائیلی ۴۹۰۷ فلسطینی                                | پیروزی اسرائیل، قیام سرکوب شد. |
| ۲۰۰۶      | درگیری ۲۰۰۶ غزه و اسرائیل                     | ۱۱ اسرائیلی ۴۰۲ فلسطینی                                   | پیروزی اسرائیل، پایان شلیک موشک حماس به اسرائیل تا مه ۲۰۰۷                                                                                             |
| ۲۰۰۶      | جنگ ۲۰۰۶ اسرائیل و لبنان                      | ۱۶۵ اسرائیلی ۱۹۵۴ لبنانی                                  | هر دو طرف مدعی پیروزی هستند |
| ۲۰۰۸–۲۰۰۹ | جنگ غزه (۲۰۰۸–۲۰۰۹)                           | ۱۴ اسرائیلی ۱۴۳۴ فلسطینی                                  | پیروزی اسرائیل |
| ۲۰۱۲      | جنگ ۲۰۱۲ غزه                                  | ۶ اسرائیلی ۱۵۸ فلسطینی                                    | هر دو طرف مدعی پیروزی هستند |
| ۲۰۱۳      | درگیری ایران و اسرائیل در طول جنگ داخلی سوریه | ۶۳۱+ سرباز سوری و ایرانی                                  | پیروزی اسرائیل |
| ۲۰۱۴      | جنگ ۲۰۱۴ غزه                                  | ۷۳ اسرائیلی ۲۲۵۱ فلسطینی                                  | هر دو طرف مدعی پیروزی هستند |
| ۲۰۲۱      | بحران ۲۰۲۱ اسرائیل و فلسطین                   | ۱۳ اسرائیلی ۲۷۴ فلسطینی                                   | هر دو طرف مدعی پیروزی هستند |
| ۲۰۲۳      | جنگ غزه                                       | ۱۲۰۰+ اسرائیلی ۶۰۰۰۰+ فلسطینی                             | در جریان |